# Mongi Marzouk
Pour les articles homonymes, voir Marzouk.
Mongi Marzouk (arabe : منجي مرزوق), né le 2 mars 1961 à Matmata, est docteur en physique, ingénieur et homme politique tunisien.
Ministre des Technologies de l'Information et des Communications de 2011 à 2014, il est ministre de l'Énergie et des Mines en 2016 et ministre de l'Énergie, des Mines et de la Transition énergétique en 2020.

## Biographie

### Études
Binational franco-tunisien, Mongi Marzouk est diplômé de l'École polytechnique (France) et de Télécom ParisTech ; il est aussi titulaire d'un doctorat en physique expérimentale et d'une habilitation à diriger des recherches en physique,,.

### Carrière professionnelle
De 1989 à 1999, il est chargé des études, projets et équipes de R&D dans les domaines de la télédétection, de l'imagerie radar et de la planification des réseaux mobiles chez Orange Labs. Il rejoint ensuite, entre 1999 et 2011, la direction technique du groupe Orange et évolue dans différents domaines.
Après son premier passage au gouvernement, en 2014, il devient directeur de la gouvernance de l'Internet et du développement du numérique au sein d'Orange France. Après son second passage au gouvernement, il y revient comme directeur de la gouvernance de l'Internet et des énergies renouvelables et préside, en octobre 2016, une conférence de l'Union internationale des télécommunications (ITU Global Standards Symposium on Security, Privacy and Trust),.
Il est auteur d'un brevet sur la modélisation des interférences et l'affectation des fréquences dans un réseau mobile et de plusieurs articles scientifiques dans des revues internationales et de nombreux rapports techniques et communications dans des conférences et forums internationaux,,.

### Carrière politique
À la suite de la révolution de 2011, il est nommé ministre des Technologies de l'Information et des Communications dans le gouvernement de Hamadi Jebali et reconduit dans celui d'Ali Larayedh.
Le 6 janvier 2016, il est nommé ministre de l'Énergie et des Mines dans le gouvernement de Habib Essid.
Indépendant,,,,, il est considéré comme proche du parti Ennahdha,,.
Son nom figure sur la liste des ministres proposée sans succès par Habib Jemli, le 2 janvier 2020, en tant que ministre de l'Industrie, de l'Énergie et des Mines. Le 19 février 2020, il est nommé ministre de l'Énergie, des Mines et de la Transition énergétique dans le gouvernement d'Elyes Fakhfakh.